# Elizabeth Holland
Elizabeth "Bess" Holland, död 1547, var en engelsk hovfunktionär.  Hon var mätress till Thomas Howard, 3:e hertig av Norfolk från 1531, vilket resulterade i dennes separation från hustrun Elizabeth Stafford, en av tidens uppmärksammade skandaler. 
Holland var dotter till Thomas Howards sekreterare. Hon var först anställd som tvätterska hos Howards fru Elizabeth Stafford, och sedan en tid vid Anne Boleyns hushåll. 
1527 eller 1531 flyttade hon samman med Thomas Howard, vilket 1534 ledde till hans separation från hustrun. När Thomas Howard och hans son arresterades i december 1546, vittnade hon mot dem. 
Hon gifte 1547 om sig med Henry Reppes (d.1558). Hon avled i barnsäng. 